# Charles Ponzi
Pour les articles homonymes, voir Ponzi (homonymie).
Charles Ponzi, né Carlo Pietro Giovanni Guglielmo Tebaldo Ponzi le 3 mars 1882 à Lugo en Italie, et mort le 18 janvier 1949 à Rio de Janeiro au Brésil, est un escroc italien, surtout connu pour avoir organisé un système d'escroquerie élaboré sur une chaîne d'emprunts entre 1919 et 1920.
Originaire d'Italie, il arrive aux États-Unis en 1903, à 21 ans. Il commence son système à Boston en 1919, reposant sur un principe relativement simple : les intérêts versés aux épargnants sont prélevés sur les sommes placées par les souscripteurs suivants. Pour que les recettes continuent à couvrir les engagements, il faut une croissance des souscriptions. Dès que celle-ci se ralentit, la cessation de paiement fait découvrir le système de cavalerie. Son système s'effondre en 1920 et il est condamné à la prison jusqu'en 1934. À sa libération, il est expulsé vers l'Italie.
Bien que cette technique d'escroquerie ne soit pas initialement inventée par Ponzi, elle est tellement rattachée à lui qu'elle porte son nom.

## Biographie

### Famille et formation
Carlo Pietro Giovanni Guglielmo Tebaldo Ponzi est né dans une famille originaire de Parme. Il aurait travaillé comme postier avant d'étudier quatre ans à l'université de Rome « La Sapienza ».

### Arrivée à Boston
Ponzi arrive à Boston le 15 novembre 1903 à bord du S.S. Vancouver.  Selon ses propos à un journaliste du New York Times, il n’avait que 2,50 $ en poche, ayant  perdu toutes ses économies au jeu pendant la traversée. Beaucoup de détails de la vie de Ponzi proviennent de ses déclarations, ce qui les rend sujettes à caution, compte tenu de son sens de l’affabulation. À Boston, il occupe plusieurs emplois, dont celui de garçon dans un restaurant d’où il est congédié au motif de vol.

### Installation à Montréal
Charles Ponzi apprend qu’un de ses compatriotes, Luigi Zarossi, s’est installé à Montréal au Canada et y a prospéré grâce au commerce de cigares. Charles Ponzi quitte Boston pour Montréal en juillet 1907 avec un dollar en poche. Zarossi a toujours sa boutique de cigares, rue Saint-Jacques ; il a également mis sur pied une institution financière, la Banca Zarossi qui vise à encaisser les économies des immigrants italiens.  Pour attirer les déposants, Zarossi offre 6 % d’intérêt, alors que les autres banques n’offrent que 2 %. Ponzi y obtient un emploi en se faisant passer pour Charles Bianchi, un parent de la riche famille Bianchi (famille totalement fictive) en Italie. Il entre comme caissier avant d’y assumer des fonctions plus importantes. Il constate rapidement que Zarossi ne peut offrir un taux aussi élevé qu’en puisant à même l’argent des nouveaux déposants, et que si tous les déposants réclamaient leur argent, ce serait la faillite. Quand en 1908, les déposants commencent à avoir des doutes, Zarossi s’enfuit au Mexique avec la caisse, laissant à Montréal sa femme et ses enfants.

Photographie d'identité judicaire de Charles Ponzi, 1910.

Bien qu'il soit possible que Ponzi ait pu jouer un rôle dans la fraude de Zarossi, aucune accusation ne sera portée contre lui et c’est la simple somme de 423,58 $ qui lui vaudra la prison : il se présente un jour chez un ancien client de Zarossi, Canadian Warehousing, subtilise un chéquier et se fait à lui-même un chèque de 423,58 $ en contrefaisant la signature du directeur de l’agence, Damien Fournier. Démasqué, il est condamné à trois ans d’incarcération à la prison St-Vincent-de-Paul. Après vingt mois, il est relâché, mais dans les mois qui suivent, il est à nouveau arrêté pour avoir tenté de faire entrer illégalement des ouvriers italiens aux États-Unis. Il purge une peine de deux ans dans une prison d’Atlanta.

### Grande fraude de 1919

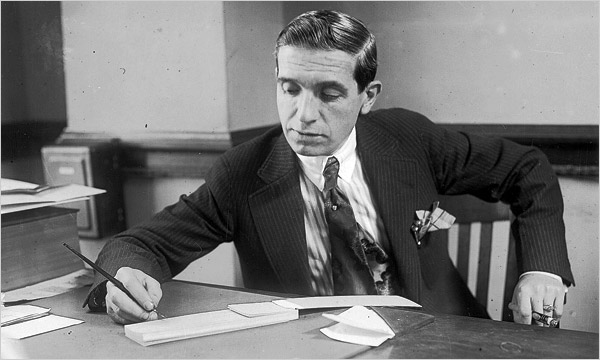
Ponzi dans son bureau de Boston en 1920.

À sa sortie de prison, Charles Ponzi retourne à Boston où il organise alors la grande fraude qui portera plus tard son nom, le système de Ponzi, un système pyramidal dont l’envergure dépassera largement celle de la Banca Zarossi. Il promettait à l’investisseur un intérêt de 100% en 90 jours. Les profits étaient censés provenir d'une spéculation sur les coupons-réponses internationaux (International postal reply coupons) . La rapidité de la croissance de la bulle ainsi produite n’aura d’égale que la déconfiture des investisseurs lorsque celle-ci éclatera en août 1920. Environ 40 000 personnes avaient investi 15 millions de dollars, dont seulement un tiers leur fut redistribué.
Dénoncé dans le Boston Post , sous le coup de plusieurs investigations fédérales et de l'État, il se rend aux autorités le 12 août 1920. Dans le procès fédéral qui s'ensuit, Ponzi plaide coupable et est condamné à cinq ans de prison. Libéré après trois ans et demi, il doit alors faire face à des charges au niveau de l'État du Massachusetts.
Le procès va jusqu'à la cour suprême des États-Unis et il est à nouveau condamné pour une autre partie de la même affaire à une peine de sept à neuf ans de prison.
Entre-temps il se rend en Floride où il reprend ses arnaques et est condamné à un an de prison en 1926. Il est incarcéré en février 1927 à la prison d’État de Charlestown, située à Boston dans le Massachusetts, afin de purger sa peine,.

### Expulsion et fin de vie
À sa libération en 1934, les instances fédérales ordonnent l'expulsion de Charles Ponzi en Italie. Ce dernier se voit alors contraint de rejoindre son pays natal. Il organise là-bas plusieurs arnaques, à petite échelle. Benito Mussolini lui offre un poste à la section financière du gouvernement italien. Ponzi continue à exercer des activités illégales et parvint à extorquer un important montant, non divulgué, au trésor public italien.
Il fuit vers le Brésil. Il finit de rédiger son autobiographie, The Rise of Mr Ponzi, et la publie en 1936.
Ponzi passe les dernières années de sa vie dans la pauvreté, travaillant occasionnellement comme traducteur. Sa santé se dégrade et en 1941, une crise cardiaque le laisse considérablement affaibli. En 1948, il devient presque complètement aveugle et une hémorragie cérébrale paralyse sa jambe et son bras gauche.
Ponzi meurt à Rio de Janeiro le 18 janvier 1949, dans un hôpital public. Il est inhumé au cimetière de Caju (en), à Rio.